# Albano Pera
Albano Pera (Capannori, 13 febbraio 1950) è un ex tiratore a volo italiano e allenatore di tiro a volo.

## Palmarès
Giochi olimpici
- Atlanta 1996
  - Double trap:  Argento

Mondiali
- Vanta tre medaglie di bronzo (1989, 1993 e 1994)

Europei
- Vanta due medaglie d'oro (1988 e 1993)